# Élections législatives tibétaines de 2016
La Commission électorale de l'Administration centrale tibétaine a annoncé le 10 juin 2015 le lancement des élections du Premier ministre tibétain et législatives (membres du parlement tibétain en exil). Le 14e Kashag (Cabinet) du gouvernement tibétain en exil terminera son mandat de cinq ans en avril 2016.
L'élection primaire du premier ministre (sikyong) et de la 16e assemblée du parlement tibétain est prévue le 18 octobre 2015. L'élection finale se tient le 20 mars 2016, selon le chef de l'élection corps en exil Sonam Choephel Shosur.
Le nouveau parlement en exil comprend 45 membres, dont 10 représentants de chacune des trois provinces tibétaines traditionnelles (Ü-Tsang, Amdo, Kham), deux représentants des quatre grandes écoles du bouddhisme tibétain (gelugpa, kagyüpa, nyingmapa et sakyapa) et de la religion bön, deux représentants de l'Amérique du Nord et du Sud, deux représentants de l'Europe et de l'Afrique , et un représentant de l'Australie et de l'Asie (hors Inde, Népal et Bhoutan).
Le 18 mars marque la fin de la campagne électorale de 2016 comme l'annonce la Commission électorale tibétaine, deux jours avant l'élection du 20 mars. Les résultats du second tour sont annoncés en avril.

## Primaires
Le 4 décembre 2015, les résultats des primaires pour l’élection du premier ministre tibétain et de la 16e assemblée du parlement tibétain en exil sont annoncés par la commission électorale.
Le président de la commission électorale Sonam Chomphel Sosur a annoncé que la commission a enregistré 88 326 électeurs, dont 47 102 pour l’élection du premier ministre, et 46 890 pour l’élection des membres du parlement. 
La  Commission électorale de l’Administration centrale tibétaine a annoncé que les votes ont eu lieu dans 85 bureaux dans le monde, 46 en Inde, au Népal et au Bhoutan, 9 dans des Bureaux du Tibet dans d’autres pays, et 30 dans des écoles et dans les régions. Sonam Chomphel déclare que « Les Tibétains du Bhoutan n’ont pas pu voter pour les primaires car le gouvernement bhoutanais a demandé à l’autorité tibétaine locale de fournir toutes les informations sur les votants et leur histoire. Dans ces conditions mais aussi pour d’autres raisons, les Tibétains du Bhoutan ont été réticents à venir voter ».
Pour la 16e assemblée tibétaine, la commission électorale a retenu 40 candidats pour chacune des 3 provinces, 8 pour les 5 principales écoles bouddhistes et les circonscriptions électorales des Amériques, d’Europe, et 4 d’Asie du sud, sur les 45 membres du parlement tibétain.

## Liste des parlementaires de la16eAssemblée tibétaine
| Nombre (et position) | Membre                                  | Corps électoral ou tradition |
| -------------------- | --------------------------------------- | ---------------------------- |
| 1 Président          | Lopon Khenpo Sonam Tenphel              | Tradition nyingmapa          |
| 2 Vice-Président     | Acharya Yeshi Phuntsok                  | Ü-Tsang                      |
| 3                    | Khenpo Jamphel Tenzin                   | Tradition nyingmapa          |
| 4                    | Kunga Sotop                             | Tradition kagyüpa            |
| 5                    | Tenpa Yarphel                           | ""[Quoi ?]                   |
| 6                    | Lophon Thupten Gyaltsen                 | Tradition sakyapa            |
| 7                    | Khenpo Ngodup Sonam                     | ""                           |
| 8                    | Atruk Tseten                            | Tradition gelugpa            |
| 9                    | Gowo Lobsang Phendey                    | ""                           |
| 10                   | Geshe Monlam Tharchin                   | Tradition bön                |
| 11                   | Bara Tsewang Tashi                      | ""                           |
| 12                   | Sharling Dhadon (Sharling Tenzin Dadon) | Ü-Tsang                      |
| 13                   | Dhondup Tashi                           | ""                           |
| 14                   | Dolma Tsering (Dolma Tsering Teykhang)  | ""                           |
| 15                   | Pema Jungney                            | ""                           |
| 16                   | Lhagyari Namgyal Dolkar                 | ""                           |
| 17                   | Samten Choedon                          | ""                           |
| 18                   | Dawa Phunkyi                            | ""                           |
| 19                   | Dawa Tsering                            | ""                           |
| 20                   | Migyur Dorjee                           | ""                           |
| 21                   | Juchen Kunchok Choedon                  | Kham (Do-Toe)                |
| 22                   | Yangchen Dolkar                         | ""                           |
| 23                   | Serta Tsultrim                          | ""                           |
| 24                   | Dorjee Tsetan                           | ""                           |
| 25                   | Youdon Aukatsang                        | ""                           |
| 26                   | Kunchok Yarphel                         | ""                           |
| 27                   | Pema Delek                              | ""                           |
| 28                   | Lobsang Dakpa                           | ""                           |
| 29                   | Ngawang Tharpa                          | ""                           |
| 30                   | Lobsang Yeshi                           | ""                           |
| 31                   | Thupten Lungrik                         | Amdo (Do-Mey)                |
| 32                   | Tashi Dhondup                           | ""                           |
| 33                   | Tsering Lhamo                           | ""                           |
| 34                   | Yeshi Dolma                             | ""                           |
| 35                   | Gyarig Thar                             | ""                           |
| 36                   | Lobsang Choejor                         | ""                           |
| 37                   | Dhondup Tashi Tsaneytsang               | ""                           |
| 38                   | Ratsa Sonam Norbu                       | ""                           |
| 39                   | Karma Gelek                             | ""                           |
| 40                   | Tsering Youdon                          | ""                           |
| 41                   | Thubten Wangchen                        | Europe                       |
| 42                   | Samdo Jampa Tsering                     | ""                           |
| 43                   | Pema Chagzoe Tsang                      | Amérique du Nord             |
| 44                   | Tsewang Rigzin                          | ""                           |
| 45                   | Kyinzom Dhongdue                        | Australasie                  |